# Munch (pel·lícula)
Munch és una pel·lícula noruega del 2023. La pel·lícula és dirigida per Henrik Martin Dahlsbakken, i tracta sobre la vida del pintor Edvard Munch. El film és escrit pel mateix Dahlsbakken, Mattis Herman Nyquist i Fredrik Høyer. S'ha doblat i subtitulat al català.
Quatre actors diferents interpreten Edvard Munch en diferents etapes de la seva vida. L'actor danès Jesper Christensen interpreta el paper del psiquiatre Daniel Jacobson, responsable de tractar Munch quan va ser ingressat a la clínica de Jacobson el 1908 i 1909.